# Fire Emblem: Radiant Dawn
Fire Emblem: Radiant Dawn (ファイアーエムブレム 暁の女神?, Faiā Emuburemu: Akatsuki no Megami, lett. "Fire Emblem: La Dea dell'Alba") è il decimo capitolo della popolare serie di videogiochi a turni Fire Emblem, nato in Giappone dalla Intelligent Systems. È il seguito di Fire Emblem: Path of Radiance.

## Trama

### Prima parte (La Ragazza dai Capelli d'Argento)
In Daein, regno che tre anni prima aveva dato inizio alla "guerra del re folle", l'oppressione di Begnion, il regno più grande e potente del continente di Tellius, ha portato alla formazione di una banda che si oppone agli abusi di potere del senatore Rumida e del generale Jarod. Tale banda viene chiamata "Brigata della Luce" ed è guidata da Micaiah, detta anche "Ragazza dai capelli d'argento", la quale possiede poteri unici (guarire con la semplice imposizione delle mani), e da Sothe. Il gruppo, inizialmente molto contenuto, riesce ad incontrare per un colpo di fortuna il principe Pelleas, unico erede al trono, e lo stratega Izuka. Essi raduneranno senza fatica un intero esercito, chiamato Esercito di Liberazione di Daein, che si ribellerà all'oppressione. Le malefatte dell'esercito d'occupazione verranno scoperte dall'Imperatrice di Begnion, l'Apostolo Sanaki, che manderà una squadra, comandata dal Primo Ministro Sephiran, a verificare. Il generale Jarod sa di essere spacciato e quindi decide di vendicarsi, tendendo un'imboscata a Micaiah che si allontana durante il banchetto per la vittoria: Micaiah verrà salvata dal Cavaliere Nero e deciderà di risparmiare Jarod, che però occuperà con gli ultimi rimasti nel suo esercito Nevassa, la capitale di Daein. Il principe Pelleas riuscirà, grazie anche al Cavaliere Nero, a motivare l'esercito, che quindi, pur avendo ormai conquistato la libertà per Daein, attaccherà Jarod per salvare i civili rimasti nella capitale. Micaiah e il suo gruppo riusciranno quindi a sconfiggere e uccidere Jarod, e Daein tornerà ad essere un paese libero governato da Re Pelleas, anche se simbolo della rivoluzione sarà Micaiah, grazie anche al suo potere.

### Seconda parte (Sovrani e Nazioni)
Nel regno di Ozna, che era stato attaccato da Ashnard di Daein, la giovane regina Elincia, salita al potere da soli tre anni, non è benvista dai nobili e viene accusata di inesperienza e di debolezza per aver rinunciato al dominio sullo sconfitto regno di Daein (lasciandolo nelle mani di Begnion). Inoltre, fino al momento dell'uccisione di suo padre, la sua esistenza era nota soltanto ai suoi genitori e ad alcuni regnanti di altre nazioni. Viene anche criticata sia per la sua scelta di rinsaldare i legami con lo stato laguz di Gania, polemiche dovute al razzismo verso i laguz, sia per l'ascesa a corte del mercenario Ike, colui che liberò Ozna col suo esercito, e anche quando egli lasciò la corte, le cose non cambiarono. Ludveck, il duca di Felirae, decide così di attuare un colpo di Stato, incitando le giovani leve con la paura che il risorto stato di Daein possa di nuovo attaccare Ozna. Uno dei suoi seguaci, Yeardley, fa leva sui giovani per assisterlo, e due degli ex soldati di Ike di origini contadine, Brom e Nephenee, li fermano sconfiggendo Yeardley: i piani di Ludveck vengono scoperti da Lucia, amica d'infanzia di Elincia e abile capo di una rete di spie, e il duca lancia il suo attacco su Melior, la capitale di Ozna. Geoffrey, fratello di Lucia e generale dei Cavalieri Reali, guida l'esercito su Felirae, solo per scoprire che Ludveck ha lasciato indietro un'esca nel castello, per attaccare indisturbato la capitale e uccidere la Regina. Lucia, avendo intuito la trappola, ha fatto trasferire di nascosto Elincia a Forte Alpea, in caso di un attacco al castello reale, ma Ludveck intercetta le sue spie, e Lucia viene catturata dallo stesso duca mentre cerca di raggiungere la Regina. Inoltre, manda una ciocca di capelli di Lucia ad Elincia, per farle capire che è stata catturata: quando la Regina vede le forze di Ludveck avvicinarsi, capisce che è giunto il suo momento di combattere, estrae Amiti, la spada sacra della Casata Reale di Ozna, e si lancia in uno scontro con l'esercito di Ludveck. Fortunatamente, durante la battaglia, arrivano Geoffrey e i Cavalieri Reali pronti ad aiutare la Regina: Felirae viene sconfitta, e il duca Ludveck arrestato. Ludveck aveva però pianificato la sua mossa finale: i seguaci del duca portano Lucia, legata con una corda al collo, al cospetto della regina e la minacciano che se non avesse liberato Ludveck, Lucia sarebbe morta. Con dolore, Elincia decide di far avere a Ludveck un processo e di non liberarlo, dicendo che il suo dovere è fare il bene per il popolo di Ozna, e che lasciando libero il duca, la pace sarebbe impossibile. La vita di Lucia sembra condannata: sul filo del rasoio intervengono Ike e i Mercenari di Greil, protagonisti di Fire Emblem: Path of Radiance, da lungo tempo scomparsi, e salvano la ragazza.

### Terza parte (Giuramenti Incrociati)
I Clan dei Laguz scoprono che ad architettare l'omicidio degli Aironi di Serenes erano stati i senatori di Begnion. Mandano allora un messaggero a chiedere spiegazioni, ma questi viene ucciso. I Laguz considerano questo un atto di guerra e riuniscono i Clan delle bestie, dei falchi e dei corvi, formando l'Alleanza dei Laguz. Ike e i Mercenari di Greil, pur essendo dei Beorc, decidono di schierarsi a favore dei Laguz quando glielo richiede Ranulf, un vecchio compagno di Ike. I Laguz iniziano quindi la guerra contro Begnion, riportando inizialmente grandi vittorie grazie a Soren, lo stratega di Ike, e combattendo contro il più grande generale di Begnion, il generale Zelgius. Dopo una battaglia al seguito del quale i Laguz riescono a superare il fiume Ribahn, conquista cruciale per l'avanzata verso Begnion, Zelgius, spinto dai senatori a concludere in fretta la guerra, sfida a duello Skrimir, generale dell'Alleanza dei Laguz, il quale accetta ma viene sconfitto. I Laguz così si vedono costretti a ritirarsi. I senatori di Begnion scontenti dell'esito della guerra, costringono quindi Re Pelleas, il quale è ancora vincolato a loro, a mandare l'esercito di Daein, comandato da Micaiah, contro i Laguz. Micaiah attacca durante la notte, quando i Laguz stanno riattraversando il fiume. Data la sorpresa, i Laguz subiscono un duro colpo e vengono ricacciati indietro. Grazie però ad un diversivo dei Mercenari di Greil, i Laguz riescono infine ad attraversare il fiume. L'Alleanza inizia quindi una lunga ritirata attraverso delle caverne per tornare in Gania. Il generale Zelgius sebbene contrario a far passare i suoi uomini in quelle caverne perché famose per la loro pericolosità, viene costretto dal senatore Valtome, che prende il controllo dell'esercito a inviare un piccolo gruppo di soldati all'interno delle caverne. I soldati di Begnion vengono sterminati dai Mercenari di Greil, rimasti indietro per dare più tempo ai Laguz di andarsene. I Laguz sfortunatamente prendono la direzione sbagliata e si ritrovano in Goldoa, la nazione dei Laguz draghi. Il re dei draghi, Deghinsea, li vorrebbe ricacciare indietro perché Goldoa deve rimanere neutrale, ma grazie all'amicizia di Ike con Ena e Nasir, due draghi molto vicini al re, quest'ultimo chiuderà un occhio e li farà passare, fino a tornare in Gania. Intanto l'esercito di Begnion sconfina in Ozna per arrivare in Gania e lì compie atti di brigantaggio. La regina Elincia manda allora i Cavalieri Reali per fermare gli invasori, i quali smetteranno di attaccare Ozna, ma non di combattere nel suo territorio. Elincia compie allora l'atto estremo di mettersi, disarmata, in mezzo alla battaglia tra i Laguz e l'Impero, ma verrà salvata dai Cavalieri e dai Mercenari di Greil. Intanto l'Apostolo Sanaki, che era stata imprigionata dai senatori, riesce a liberarsi dalla sua prigionia e raggiunge l'armata centrale di Begnion e salvando Zelgius che stava per essere giustiziato dal senatore Valtome. L'imperatrice rivela a tutti le malefatte dei senatori e l'esercito di Begnion si dividerà in due: una metà dalla parte dell'Apostolo e l'altra dalla parte del Senato, mentre Zelgius andrà a liberare Sephiran. Tra questi ultimi ci sarà l'esercito di Daein, che non si può ribellare perché Re Pelleas ha firmato, inconsapevolmente, un Patto di Sangue. Una maledizione che uccide tutto il popolo del re che l'ha firmato, in caso il re si ribelli agli ordini del detentore del Patto.
La stessa sorte è toccata al re dei corvi Naesala il cui predecessore al trono di Kilvas ha firmato un patto di sangue e ciò ha costretto l'attuale sovrano a tradire l'alleanza dei Laguz.
Intanto i tre principi Aironi cercano di tenere sotto controllo il Medaglione del Demone Oscuro, anche detto Fire Emblem, e avvertono Ike che con la guerra il demone si potrebbe risvegliare e distruggere il mondo. L'esercito di Daein, che ora fa scudo a Begnion e non può comunque fermarsi a causa del Patto, blocca il ponte al confine fra Daein e Ozna e lì tenta di fermare i Laguz, arrecandogli varie perdite ma senza rallentarli. Re Pelleas nel frattempo cerca un modo per sciogliere il Patto di Sangue. Daein riesce ad infliggere un durissimo colpo all'Apostolo quando questi e le sue truppe passano sotto un monte. Micaiah e i suoi hanno quindi il tempo di ripararsi al Forte Nox, dove vengono però attaccati dai Mercenari che li costringono a ritirarsi. La regina dei lupi Nailah e il principe degli Aironi Rafiel si schierano dalla parte di Daein dopo che Micaiah li informa, essendo loro cari amici, del Patto di Sangue. Inoltre anche il principe dei draghi Kurthnaga si schiera con Daein, pur sapendo che i draghi devono necessariamente rimanere neutrali. Il potere del medaglione è intanto sempre più difficile da mantenere, e due degli aironi sono ora sul campo di battaglia. Le pesanti perdite da entrambi gli eserciti fanno sì che il potere diventi incontrollabile e la principessa Leanne, l'unica rimasta a tenere il Fire Emblem, sviene. Il Demone Oscuro si sta per liberare, e Mist, la sorella di Ike, sente una voce che le dice di cantare il Galdr della Liberazione, tramandato agli Apostoli, anche se questo sveglierà il Demone. Ike e Mist, oltre a Micaiah e Sothe, abbandonano il campo di battaglia. Mist prova a cantare il Galdr ma non conosce le parole, così come Sanaki. Con la sorpresa di tutti, Micaiah entra e canta il Galdr, insieme alle parole. In qualche luogo si vede una donna svegliarsi e chiedere ad un servo se gli uomini "hanno rispettato il patto". Questo risponde negativamente e la donna, che si scopre essere Ashera, dea dell'ordine, si infuria e manda un lampo sul campo di battaglia. Ike vede il lampo ed esce, ma trova che quasi tutti i soldati sono stati pietrificati.

### Quarta parte (Dei e Uomini)
Dopo che Micaiah canta il Galdr della liberazione il sigillo del Fire Emblem si rompe e da esso esce Yune, dea del caos, erroneamente chiamata demone oscuro.
Essa informa i superstiti che la dea Ashera ha deciso di punire gli uomini per non avere rispettato il patto e che se non la fermeranno ben presto tutte le persone del continente rimarranno statue. Di conseguenza Yune decide di dividere i superstiti in tre gruppi e spiega ad essi che bisogna marciare verso il Faro (luogo in cui risiede la dea Ashera) a Sienne, capitale di Begnion, per tentare di fermarla. I tre gruppi, guidati da Ike, Micaiah e Tibarn, si scontrano più volte con i discepoli di Ashera benedetti dalla dea stessa e guidati dai senatori di Begnion. Arrivati al faro la dea riporta in vita i discepoli uccisi dai tre gruppi durante il viaggio. Mentre il resto del gruppo affronta i discepoli all'esterno del Faro, un gruppo guidato da Ike e Micaiah entra all'interno del faro affrontando diversi avversari, tra i quali il senatore Lekain, il Cavaliere Nero (che si rivelerà essere Zelgius), Deghinsea re dei draghi e Sephiran, fino a raggiungere la stessa Ashera e sconfiggendola. Si scoprono molte verità sulla trama di questo capitolo e del precedente, tra cui l'origine dei Marchiati (persone nelle cui vene scorre sia sangue beorc che sangue laguz), la vera natura della dea, il ruolo rivestito da Sephiran (alias Lehran) in tutti gli avvenimenti e molto altro.

## Personaggi principali

### Brigata della Luce (e alleati)
- Micaiah: Soprannominata la Ragazza dai capelli d'argento o la Sacerdotessa della Luce, è la protagonista della storia insieme ad Ike. Inizialmente guida la Brigata della Luce contro l'esercito di occupazione di Begnion, poi diverrà Comandante Supremo degli eserciti di Daein e dopo la fine della storia sarà incoronata regina di Daein.
- Sothe: Un giovane che fa parte della Brigata della Luce, è molto legato a Micaiah e tenta in tutti i modi di proteggerla.
- Edward: Un giovane spadaccino che fa parte della Brigata della Luce.
- Leonardo: Un giovane arciere membro della Brigata della Luce.
- Nolan: Il membro più anziano della Brigata della Luce, usa un'ascia per combattere.
- Laura: Giovane guaritrice che si unisce alla Brigata della Luce dopo che essi la aiutano a recuperare le medicine per l'abate del suo villaggio, sottratte dall'esercito di occupazione.
- Aran: Lanciere di Daein che è tornato in patria con l'esercito di occupazione. Si schiera con la Brigata della Luce dopo aver riconosciuto Laura, sua amica d'infanzia.
- Meg: Contadina di Ozna e figlia di Brom. Si unisce alla Brigata della Luce nel deserto.
- Volug: Un Laguz della tribù dei Lupi. In seguito all'incontro della Brigata della Luce con Nailah, la regina dei Lupi, accompagna Micaiah come un cagnolino.

### Esercito di Liberazione di Daein
- Tauroneo: Leggendario generale dell'Esercito di Daein e uno degli Antichi Quattro Cavalieri. Combatte per l'indipendenza della sua nazione.
- Zihark: Spadaccino estremamente abile che combatte al fianco di Tauroneo.
- Jill: Guerriera a dorso di drago. Si batte a fianco di Tauroneo per ridare a Daein la libertà.
- Fiona: Signora del territorio libero di Marado. Cavallerizza armata di lancia che si schiera con l'Esercito di Liberazione, stanca dei soprusi di Begnion.
- Ilyana: Una maga tuono dal metabolismo molto rapido, è sempre insieme alla carovana dei mercanti. Si batterà per Daein nella guerra d'indipendenza, poi si schiera con i Mercenari di Greil.

### Esercito di Liberazione Laguz
- Tormod: Un mago fuoco a capo dell'Esercito di Liberazione Laguz. Si batte per liberare i Laguz ancora in schiavitù.
- Muarim: Laguz Tigre e vicecomandante dell'Esercito di Liberazione Laguz.
- Vika: Laguz Corvo dell'Esercito di Liberazione Laguz.

### Ozna
- Elincia: Giovane regina di Ozna. Per il suo popolo sarebbe disposta a dare la vita, ma non ha la simpatia di tutta la nobiltà.
- Darcia: Cavaliere Pegaso dei Cavalieri Reali di Ozna, un tempo con le Guardie Sacre dell'Imperatrice Sanaki di Begnon. Affianca sempre la regina e combatte con la lancia.
- Haar: Mastro Drago amico di Jill che combatte insieme alla regina e poi si schiera con i Mercenari di Greil. Una vera fortezza volante.
- Nephenee: Una donna lanciere di campagna che combatté nella Guerra del Re Folle. Si batte al fianco della regina e poi si unisce ai Mercenari di Greil.
- Brom: Padre di Meg e membro della Milizia Contadina durante la Guerra del Re Folle. Combatte con un'ascia e si batte per la regina prima e per i Mercenari di Greil poi.
- Heather: Ladra girovaga perennemente in cerca di soldi per la madre malata. Si unisce alle truppe della regina dopo aver conosciuto Nephenee e Brom e poi combatte con i mercenari di Greil. È attratta dalle donne.
- Lucia: Amica e quasi sorella della regina, sua più fedele collaboratrice. Abile spadaccina e pianificatrice eccezionale.
- Geoffrey: Capitano dei Cavalieri Reali di Ozna e mastro dell'arte della lancia. Fratello minore di Lucia, fedelissimo alla regina Elincia e suo fedele collaboratore.
- Kieran: Vice capitano dei Cavalieri Reali di Ozna e utilizzatore di ascia. Allegro ma quasi estremista in ciò che fa. Considera Oscar dei Mercenari di Greil il suo rivale.
- Makalov: Cavaliere Reale di Ozna originario di Begnion. Fratello maggiore di Darcia. La sua tendenza a bere e a fare debiti sono fonte di grande frustrazione per sua sorella. Combatte con la spada.
- Astrid: Cavaliere Reale di Ozna originaria di Begnion, è molto legata a Makalov. Arciera a cavallo.
- Danved: Lanciere misterioso simile a Devdan, lanciere che partecipò alla Guerra del Re Folle. È originario di Begnion.
- Calill: Abile maga fuoco e maestra di magia di Tormod. Ha una locanda a Ozna assieme a suo marito Largo, ex berserker che ha perso il braccio a causa di un incidente, e sceglie di schierarsi con la regina. Insieme a Largo ha adottato una bambina Marchiata, Amy.
- Bastian: Mago vento potentissimo e fedele vassallo della regina, come di suo padre prima di lei. La sua arte oratoria e le sue conoscenze diplomatiche superano addirittura la sua magia.
- Renning: Zio di Elincia, fratello del defunto re Ramon. Fu catturato dal Re Folle, che gli fece il lavaggio del cervello. Rinsavito, combatterà dalla parte della propria nipote.

### Laguz Bestie
- Nailah: regina dei lupi di Athari, paese sconosciuto che si trova al di là del deserto della morte, oltre il confine est di Daein e delle mappe tracciate. Anche gli abitanti di Athari (principalmente Laguz della Tribù dei Lupi, ma anche Beorc e alcuni Marchiati) non sanno dell'esistenza di altri paesi al di qua del deserto. Nailah protegge il principe airone Rafiel.
- Volug: fedele suddito della regina Nailah, è un Laguz lupo che tramite una particolare tecnica (Ferincuore) può rimanere trasformato tutto il tempo che vuole, pur essendo meno forte rispetto a una trasformazione completa. Rimarrà con Micaiah per aiutarla e proteggerla.
- Caineghis: re delle Tribù delle Bestie che vivono in Gania (gatti, tigri e leoni), è un gigantesco leone dalla forza sconfinata. Al termine della storia abdicherà per lasciare il posto a suo nipote Skrimir.
- Skrimir: primo in linea di successione al trono di Gania, è un giovane leone molto forte ma impulsivo e dalla testa calda. Inizialmente disprezza la strategia dei Beorc, salvo poi rivalutarne l'importanza grazie alla genialità di Soren. Nel corso del gioco diverrà sempre più razionale e meno impulsivo, tanto che suo zio, il re, lo considererà pronto a succedergli.
- Ranulf: vicecomandante di Gania e braccio destro di Skrimir, è un gatto molto intelligente e astuto. Richiede l'aiuto del suo vecchio amico Ike per la guerra dell'Alleanza dei Laguz contro Begnion. Successivamente gli rivelerà la vera identità del Cavaliere Nero.
- Lethe: gatta, ufficiale dell'esercito di Gania, prende molto sul serio il suo incarico. Ha una sorella gemella di nome Lyre.
- Lyre: a differenza della gemella Lethe, è molto spensierata e infantile. Sembra avere una cotta per Ranulf.
- Mordecai: tigre dall'animo gentile, protegge prima la regina Elincia dalla guerra civile e poi si schiera con l'Alleanza dei Laguz.
- Kysha: tigre, ufficiale dell'esercito di Gania, spesso sgrida Lyre per i suoi atteggiamenti infantili, la quale tuttavia non dà alcun peso ai suoi rimproveri e non rispetta la sua autorità.
- Giffca: un fortissimo leone nero, generale di Gania e per tutta la vita fedelissimo braccio destro di re Caineghis.

### Laguz Uccelli
- Tibarn: il re del Clan dei Falchi di Phoenicis. Enorme falco spietato in battaglia e dai modi bruschi, è in realtà molto protettivo nei confronti del suo popolo e delle persone a cui tiene davvero. Diverrà il primo re delle Tribù degli Uccelli quando queste si riuniranno tutte insieme nella foresta di Serenes, dopo la fine del gioco. Protegge i principi aironi Reyson e Leanne.
- Janaff: falco dalla vista acutissima, è il braccio destro di re Tibarn.
- Ulki: falco dall'udito sottilissimo, è il braccio sinistro di re Tibarn.
- Naesala: re dei Corvi di Kilvas, inizialmente verrà odiato da Tibarn per aver tradito l'Alleanza dei Laguz, gesto che lo farà apparire vile e meschino. In realtà è un ottimo re che tiene molto al suo popolo, e si trova costretto ad agire contro i suoi alleati a causa del Patto di Sangue firmato dal suo predecessore al trono di Kilvas. Con la sconfitta del Senato, riuscirà a scampare al patto e quando le Tribù degli Uccelli si riuniranno, rinuncerà al suo trono.
- Nealuchi: anziano corvo estremamente longevo, pare sia stato lui ad occuparsi dell'educazione di Naesala. Ha un'indole gentile ma è estremamente tenace. Nonostante l'età sa ancora farsi valere in battaglia. Protegge la principessa degli aironi Leanne.
- Rafiel: il più anziano dei principi del Clan degli Aironi, scampato per miracolo al massacro di Serenes grazie alle cure del senatore Hetzel. Vaga disperato nel deserto e viene salvato dalla regina Nailah. Successivamente incontrerà Micaiah e Sothe e si riunirà ai suoi fratelli sopravvissuti.
- Reyson: principe degli aironi che, avendo passato molto tempo con Tibarn, ha sviluppato un carattere volenteroso e determinato, diverso dalla classica pacatezza degli aironi.
- Leanne: principessa degli aironi, sorella minore di Rafiel e Reyson, è dolce e ingenua.
- Lorazieh: padre di Rafiel, Reyson e Leanne, è il re degli aironi. Cade in un sonno profondo dopo il massacro di Serenes e sarà risvegliato solo dopo la fine del gioco.
- Lehran: vero nome di Sephiran, nonostante l'aspetto molto giovane è in realtà un airone antichissimo. Fu marito di Altina, la prima imperatrice di Begnion, e padre del primo Marchiato della storia: tutti gli apostoli di Begnion, infatti, discendono da lui e hanno determinati poteri solo grazie al sangue laguz da lui proveniente. Fu tra quelli che strinsero un patto con la dea Ashera per impedirle di distruggere Yune e l'umanità, promettendole che gli uomini non avrebbero più combattuto tra di loro per 1000 anni (la dea poi fu risvegliata dopo soli 750 anni). Dopo il massacro di Serenes perse la ragione e cercò in tutti i modi di favorire lo scatenarsi di un conflitto di enormi proporzioni per risvegliare Ashera e lasciarle distruggere il mondo. Sconfitto dal gruppo di Ike, in uno dei finali alternativi non morirà, verrà guarito dalla sua follia grazie ai canti degli aironi e attenderà il ritorno della dea Ashunera (l'unione di Ashera e Yune, ossia ordine e caos bilanciati in un unico essere) che avverrà ben 1200 anni dopo la fine degli eventi del gioco.

### Laguz Draghi
- Deghinsea: re dei draghi di Goldoa, molto anziano e longevo, fu uno dei tre eroi che sconfissero la dea Yune per permetterne l'imprigionamento nel Medaglione e fu tra coloro che strinsero il patto con Ashera. Avendo deciso di rispettarlo a tutti i costi, scelse di restare caparbiamente neutrale in tutti i conflitti che si susseguirono, ignorando le pene dei Laguz schiavizzati da molti cittadini di Begnion. Per convincere gli altri capi laguz a seguire il suo esempio riscrisse la storia, diffondendo la diceria secondo la quale all'interno del medaglione si trovasse un demone oscuro che avrebbe distrutto il mondo, sperando (vanamente) che ciò servisse da spauracchio per evitare i conflitti. Sarà sconfitto e ucciso dal gruppo di Ike, e prima di morire chiederà perdono a Yune per i suoi sbagli.
- Kurthnaga: figlio di Deghinsea, gentile drago nero che aiuterà Micaiah violando la neutralità di Goldoa imposta da suo padre. Dopo la morte di Deghinsea diverrà re delle Tribù dei Draghi.
- Almedha: figlia di Deghinsea, donna dal fortissimo carattere che fuggirà da Goldoa perché contraria al divieto di trasformarsi per combattere imposto dal re. Incontrerà re Ashnard, il Re Folle di Daein, con il quale intreccerà una relazione che porterà alla nascita di un figlio. Dopo che Ashnard la mise incinta e si accorse che aveva perso i suoi poteri laguz, non si interessò più di lei e anzi usò il loro figlio come esca in una trappola tesa al principe drago Rajaion.
- Rajaion: sebbene sia morto al termine di Path of Radiance, in questo capitolo viene svelato come egli non fosse un comune drago usato da Ashnard come cavalcatura, ma uno dei figli di Deghinsea che venne catturato e trasformato in una Fiera per servire Ashnard contro la sua volontà. Era il promesso sposo di Ena.
- Ena: ha nelle vene sangue di drago rosso e di drago bianco. Nipote di Nasir e promessa di Rajaion, al termine del gioco partorirà il figlio del suo defunto fidanzato, il primo neonato di Goldoa dopo tanti anni.
- Nasir: drago bianco nonno di Ena, lui e sua nipote combatterono al fianco di Ike durante la Guerra del Re Folle.
- Gareth: drago rosso al servizio di re Deghinsea.

### Mercenari di Greil
- Ike: Il co-protagonista del gioco insieme a Micaiah. Comandante del gruppo di mercenari che tre anni prima ebbe un ruolo chiave nella guerra contro il Re Folle, guiderà anche il gruppo che sconfiggerà la dea Ashera, inferendole lui stesso il colpo di grazia.
- Soren: Potente mago vento e stratega eccellente che guidò con successo le azioni dei Mercenari di Greil nella Guerra del Re Folle e che dimostra altrettanta perizia nel guidare l'Alleanza dei Laguz nella guerra contro Begnion. Si fida esclusivamente di Ike. Se si completano determinate azioni nel gioco, si scoprirà essere lui il vero figlio di Re Ashnard e Almedha, essendo infatti un Marchiato. Tuttavia Almedha deciderà di non rivelargli la sua vera identità, lasciandolo all'oscuro di tutto.
- Mist: Sorella di Ike, è la curatrice del gruppo capace di usare i bastoni. Brandisce anche una spada sottile forgiata apposta per lei, la Florete.
- Rolf: Arciere e amico d'infanzia di Mist, riesce a ben maneggiare gli archi dopo aver seguito gli insegnamenti di Shinon. È il fratellastro di Oscar e Boyd (i tre condividono lo stesso padre, ma Rolf ha una madre diversa).
- Titania: Valorosa paladina, usa le asce in battaglia. La sua abilità in combattimento è dovuta anche a Greil, il quale le fece da maestro molti anni prima.
- Boyd: Amico e, a detta sua, rivale di Ike, è un guerriero che maneggia le asce. È il fratello maggiore di Rolf e il minore di Oscar. Ama molto combattere.
- Oscar: Fratello maggiore di Boyd e Rolf, ex membro dei Cavalieri Reali di Ozna, è un cavaliere serio ma gentile nonché cuoco principale del gruppo di mercenari. In battaglia usa le lance.
- Gatrie: Insieme a Shinon, lasciò il gruppo alla morte di Greil, avvenuta tre anni prima, per poi tornare a farne parte. Valoroso cavaliere corazzato, Brandisce le lance con forza.
- Shinon: Arciere schietto e dalla mira eccellente, ha un carattere piuttosto riservato, ma è capace di aprirsi con gli altri, specialmente con Gatrie e Rolf. Nonostante faccia parte dei Mercenari di Greil, non ne riconosce Ike come il comandante, non ritenendolo all'altezza del ruolo.
- Mia: Ragazza molto fiera di sé, brandisce con abilità le spade. Dice di essere alla ricerca di un degno rivale vestito in bianco.
- Rhys: Secondo curatore del gruppo, è specializzato nell'uso dei bastoni e della magia della luce.

## Modalità di gioco
Radiant Dawn ha un gameplay simile a quello del predecessore. Tuttavia, presenta anche delle novità. La più importante è la prospettiva: nel corso del gioco, si controlla infatti più eserciti guidati da certi personaggi, come il gruppo di Micaiah, poi quello di Elincia e quello di Ike. A un certo punto del gioco, gli eserciti di Micaiah e Ike si scontreranno due volte, ma il giocatore controllerà prima uno e poi l'altro. Il gioco è suddiviso in quattro parti. Tra gli obiettivi per completare i capitoli ce ne sono di nuovi, come uccidere tutti i nemici o un certo numero, far arrivare un certo personaggio su una mattonella brillante o perfino incendiare le scorte nemiche. Tutti i personaggi dal predecessore ritornano in questo gioco, eccetto Largo, e tramite la memory card della Gamecube, è possibile trasferire i dati di salvataggio di Path of Radiance nel gioco. In questo modo, e dei personaggi hanno raggiunto i cap (il numero massimo che possono raggiungere in una certa statistica) le statistiche che avranno cappato verranno incrementate dai valori di base. Ritorna il sostegno, ma le conversazioni non sono presenti e molte più unità possono supportarsi a vicenda. Anche nel predecessore ci sono supporti legame, ma se due personaggi hanno livello di sostegno A, esso diventerà anche un supporto legame. La Triade della Magia ritorna, con un misto tra quella dei giochi per Game Boy Advance e quella di Genealogy of the Holy War e Thracia 776: fuoco batte vento, vento batte tuono e tuono batte fuoco, tutte e tre sono raggruppate nella magia anima, che batte la magia di luce, la magia di luce batte la magia oscura e la magia oscura batte la magia anima. Un'altra innovazione sono le sporgenze: se un'unità con un'arma a distanza, un mago o un arciere attacca un nemico da un'elevazione più alta, la sua precisione e la schivata sono maggiori, ma i cavalieri non possono arrampicarsi. I laguz hanno ricevuto delle modifiche: ora possono combattere anche da non-trasformati, ma sono molto più deboli in forma umana, vengono introdotti i laguz lupo e il loro livello massimo sale a 40. I beorc ora possono avere due promozioni, e il terzo e ultimo stadio fornisce un'abilità di classe. Il livello arma è stato ulteriormente modificato con l'aggiunta del livello SS, necessario per usare le armi più potenti del gioco. Solo alcune unità possono raggiungere il livello arma SS in certe armi.

## Abilità
- Sfiora: Dimezza il danno inflitto nel corso del round dall'unità se si sceglie di attivarla.
- Azzardo: Se attivata, raddoppia la possibilità di fare un danno triplo, ma dimezza la precisione per un round di lotta. Kieran inizia con questa abilità.
- Galdrar: Abilità esclusiva degli aironi Rafiel, Leanne e Reyson. L'airone può cantare un Galdrar per offrire supporto alle unità adiacenti. La gittata d'effetto dipende dall'airone: quelli di Rafiel hanno effetto su quattro unità adiacenti, quelli di Reyson hanno effetto su una sola unità adiacente da non-trasformato e a quattro da trasformato e quelli di Leanne hanno effetto su due unità vicine a riga o a colonna da lei.
- Ipnosi: Abilità esclusiva di Nailah. È imprecisa, ma se attivata a comando, può pietrificare il nemico se va a segno, impedendogli di agire.
- Parità: Se attivata annulla tutti i bonus di terreno, sostegno e delle abilità sia per il personaggio che per il nemico durante il round. Lucia inizia con questa abilità.
- Spinta: Spinge un alleato di uno spazio se la costituzione di chi attiva l'unità non è inferiore di 2 rispetto al peso di chi deve venire spinto. I cavalieri non possono avere questo comando.
- Urto: Una versione potenziata di Spinta, spingendo l'alleato di due spazi di distanza. È l'abilità di partenza di Mordecai.
- Furto: Abilità esclusiva dei ladri, ossia Sothe, Heather e Volke. Se la loro velocità è maggiore del nemico e la loro forza è superiore al peso dell'oggetto, lo possono rubare. Possono anche rubare le armi, ma solo quelle non equipaggiate, e Disarmo può aiutarli a rubare l'arma.
- Ferincuore: Abilità utilizzabile da tutti i laguz tranne gli aironi. Permette loro di rimanere sempre trasformati, ma l'aumento delle loro statistiche sarà dimezzato. Volug inizia con questa abilità.
- Scudo: In base all'abilità, può respingere contro il nemico metà del danno subito. Titania inizia con questa abilità.
- Ululato: Abilità esclusiva dei laguz della tribù delle bestie. In base alla forza dell'unità, può paralizzare il nemico se il laguz viene colpito da un attacco a distanza.
- Maelstrom: Abilità esclusiva dei laguz della tribù degli uccelli, ossia falchi e corvi. In base all'abilità dell'unità, può infliggere un danno pari alla forza dell'unità se il laguz subisce attacchi indiretti. Naesala ha quest'abilità fin da subito.
- Artiglio rapido: Abilità esclusiva dei laguz della tribù delle bestie. In base alla velocità dell'unità permette di colpire il nemico con un danno pari alla forza del laguz se subisce attacchi indiretti. Kysha inizia con questa abilità.
- Grido: Abilità esclusiva dei corvi e dei falchi. In base alla fortuna dell'unità, può annullare la fortuna del nemico per un turno se il laguz uccello subisce danni indiretti. Vika inizia con questa abilità.
- Fendibestie: Aumenta i danni inflitti contro i laguz della tribù delle bestie.
- Fendiuccelli: Aumenta i danni inflitti contro i laguz della tribù degli uccelli.
- Fendidraghi: Aumenta i danni inflitti contro i laguz della tribù dei draghi.
- Annulla: Impedisce di subire danni bonus dalle debolezze. Giffca inizia con questa abilità.
- Crescita: Aumenta la possibilità di aumentare le statistiche dopo che l'unità sale di livello, ma i punti esperienza ottenuti vengono dimezzati.
- Disciplina: Raddoppia l'incremento dell'esperienza nell'uso delle armi, incrementando i livelli arma più velocemente. Solo i beorc possono equipaggiare questa abilità.
- Duplex: Raddoppia i punti esperienza ottenuti. Astrid e Geoffrey hanno questa abilità fin da subito.
- Favore: Abilità esclusiva degli aironi. Ripristina un numero di PS alle unità adiacenti pari alla magia dell'airone.
- Dono: Annulla gli effetti di stato negativi sulle unità all'inizio del turno. Ena e Nasir dei draghi rossi e bianchi hanno questa abilità fin da subito.
- Salus: A ogni turno ripristina una quantità di PS dell'unità pari alla sua magia. Fiona e il Cavaliere Nero hanno questa abilità fin da subito.
- Mantello: Solo le armi benedette da Yune, come la spada Ragnell di Ike, possono ferire questa unità. Deghinsea e Sephiran hanno questa abilità fin da subito.
- Guarigione: Ripristina il 10% dei PS massimi dell'unità a ogni turno. Elincia e Ena hanno questa abilità fin da subito.
- Sacrificio: L'abilità esclusiva di Micaiah. Micaiah può attivare questa abilità a comando, ripristinando tutti i PS di un alleato e annullando gli effetti di stato negativi, ma perdendo PS pari alla quantità per ripristinarli completamente. Non può usare il Sacrificio se ha solo 1 PS.
- Miracolo: In base alla fortuna, permette di resistere a un colpo fatale rimanendo con metà dei PS attuali. Mist, Pelleas e Ena hanno questa abilità fin da subito.
- Tempra: Se i PS dell'unità scendono sotto il 50% (20% nelle versioni americane e giapponesi), la forza, l'abilità e la velocità aumentano del 50%. Nella versione giapponese, non si attiva sempre, ma con una percentuale pari alla forza. Tauroneo e Skrimir iniziano con questa abilità.
- Ira: Se i PS dell'unità scendono sotto il 30% (20% nella versione giapponese), la percentuale di possibilità di mettere a segno colpi critici aumenta del 50%. Nella versione giapponese, si attiva solo con una percentuale pari all'abilità. Edward, Nephenee e Nealuchi iniziano con questa abilità.
- Mobilità: Tutte le unità su cavalli, pegasi e viverne possono muoversi e usare il movimento rimasto dopo aver attaccato o curato.
- Celerità: Aumenta il movimento massimo di due spazi. Tormod inizia con questa abilità.
- Passaggio: Permette all'unità di passare oltre i nemici senza combattere. Heather inizia con questa abilità.
- Salvataggio: La velocità e l'abilità dell'unità non vengono dimezzate quando sta trasportando qualcuno. Fiona e Tibarn iniziano con questa abilità.
- Rubinonda: Aumenta la forza e l'abilità delle unità adiacenti di 5. Solo Ena e Gareth dei draghi rossi la possono usare.
- Inibizione: Riduce del 5% la precisione e la possibilità di mettere a segno un colpo triplo dei nemici fino a tre spazi di distanza.
- Neronda: Aumenta di 5 la difesa e la resistenza delle unità adiacenti. È un'abilità esclusiva del principe Kurthnaga dei draghi neri.
- Bianconda: Aumenta di 5 la magia e la velocità delle unità adiacenti. È esclusiva di Nasir dei draghi bianchi.
- Folata: In base alla velocità permette di sferrare un colpo aggiuntivo che anticipa l'attacco dell'avversario, come per l'uso di un'arma forte. Soren e Zihark iniziano con questa abilità.
- Neutralizza: In base alla velocità può impedire al nemico di attaccare. Leonardo e Haar iniziano con questa abilità.
- Fortuna: Impedisce di subire danni tripli. Meg e Caineghis iniziano con questa abilità.
- Protezione: Permette di subire il colpo per l'unità adiacente se hanno un sostegno. Sothe e Nailah iniziano con questa abilità.
- Pietà: Impedisce di uccidere i nemici, lasciandoli a 1 PS. Elincia inizia con questa abilità alla fine della terza parte.
- Vuoto: Impedisce ai nemici di attivare le loro abilità. Nolan, Calil e Nasir iniziano con questa abilità, e Ike può ottenerla dopo essere stato promosso in un condottiero. Anche il Cavaliere Nero inizia con questa abilità, ma non può essere rimossa da lui.
- Ultradifesa: In base all'abilità, permette di non subire danno da un attacco. Tibarn inizia con questa abilità.
- Istigazione: Provoca i nemici, aumentando la possibilità che chi abbia questa abilità venga attaccato. Shinon e Skrimir hanno questa abilità fin da subito.
- Vantaggio: In base alla velocità, l'unità può attaccare per prima se viene attaccata durante la fase nemici. Mia e Naesala iniziano con questa abilità.
- Corrosione: Abilità esclusiva dei beorc. In base all'abilità, può ridurre gli usi dell'arma nemica di una quantità pari al livello dell'unità che ha equipaggiato questa abilità. Bastian inizia con questa abilità.
- Disarmo: Abilità esclusiva dei beorc. In base all'abilità, può far perdere l'arma al nemico, impedendogli di attaccare finché non equipaggia l'arma durante la fase nemici. Se il nemico è disarmato, un ladro gli può rubare l'arma, dato che le armi equipaggiate non possono essere rubate. Brom inizia con questa abilità.
- Ombra: Riduce la possibilità che i nemici attacchino l'unità con questa abilità. Ilyana inizia con questa abilità. Abilità esclusiva dei beorc.
- Quiete: Questa abilità può essere equipaggiata solo dai beorc. È una versione potenziata di Ombra, e chi la equipaggia non viene quasi mai attaccato dai nemici. Volke inizia con questa abilità.
- Triplo +5: Aumenta del 5% la possibilità di infliggere danni tripli. È un'abilità di classe dei mirmidoni, alabardieri e distruttori e non può essere rimossa. I guerrieri nemici della quarta parte hanno questa abilità.
- Triplo +10: Aumenta del 10% la possibilità di infliggere danni tripli. È un'abilità di classe dei mastri spada, tiratori e lancieri e non può essere rimossa. Gli alabardieri nemici della quarta parte hanno questa abilità.
- Triplo +15: Aumenta del 15% la possibilità di infliggere danni tripli. È un'abilità di classe dei tiratori scelti e non può essere rimossa. I tiratori nemici della quarta parte hanno questa abilità.
- Triplo +20: Aumenta del 20% la possibilità di infliggere danni tripli. È un'abilità di classe degli schermidori e non può essere rimossa. I mastri spada nemici della quarta parte hanno questa abilità.
- Triplo +25: Aumenta del 25% la possibilità di infliggere danni tripli. È un'abilità esclusiva dell'assassino Volke e non può essere rimossa.
- Etere: Sferra due colpi con gli effetti di Sole per il primo e Luna per il secondo, attivandosi in base all'abilità. Esclusiva di Ike dopo la promozione.
- Fobos: In base all'abilità, l'unità può sferrare cinque colpi consecutivi. Nessuno di questi attacchi può risultare un triplo, ma almeno uno di questi può fallire. Abilità esclusiva di Stefan e degli schermidori, ossia i mirmidoni pienamente promossi.
- Sciagura: In base all'abilità, può infliggere danni al nemico e lasciarlo con 1 PS, ma non ha effetto sui boss. Esclusiva delle spie, ossia Sothe e Heather dopo la promozione.
- Colosso: In base all'abilità, può sferrare un colpo con il triplo del danno. Esclusiva dei distruttori, ossia dei lottatori pienamente promossi, che sono Nolan e Boyd.
- Corona: In base all'abilità, può infliggere un colpo che ignora la resistenza del nemico e ne dimezza la precisione. Esclusiva dei santi, ossia dei sacerdoti pienamente promossi, che sono Laura, Rhys e Oliver, Micaiah dopo la sua promozione in sacerdotessa luce e Sephiran, cancelliere di Begnon, tutti capaci di usare la magia di luce.
- Tiro letale: In base all'abilità, può infliggere un colpo col triplo del danno e fa addormentare il nemico. Esclusiva dei tiratori scelti, ossia degli arcieri pienamente promossi, che sono Leonardo, Rolf e Shinon.
- Eclissi: Abilità esclusiva del Cavaliere Nero. In base all'abilità, quintuplica il danno inflitto e ignora le difese del nemico.
- Fiammata: In base all'abilità, permette di ignorare la resistenza del nemico e di curare l'unità di una quantità di PS pari al danno inflitto. Esclusiva degli arcisaggi, ossia i maghi pienamente promossi che sono Tormod, Calill e Sanaki (maghi fuoco), Soren e Bastian (maghi vento) e Ilyana (maga tuono), e Sanaki e Bastian l'hanno fin da subito.
- Supplizio: In base all'abilità, permette di quadruplicare il danno inflitto. Esclusiva dei lancieri, ossia dei soldati pienamente promossi, che sono Aran e Nephenee.
- Furia: Esclusiva dei laguz drago. In base all'abilità, può triplicare il danno inflitto.
- Flagello: In base all'abilità, permette di uccidere in un solo colpo il nemico. Solo Volke ha questa abilità.
- Luna: In base all'abilità, può triplicare il danno inflitto e ignorare la difesa del nemico. Esclusiva dei gran generali, ossia degli armigeri pienamente promossi, che sono Meg, Tauroneo, Brom e Gatrie.
- Strazio: In base alla velocità, può quintuplicare il danno inflitto e immobilizzare il nemico. Esclusiva dei laguz gatto, ossia Ranulf, Lethe e Lyre.
- Ruggito: In base alla forza, può triplicare il danno inflitto e immobilizzare il nemico. Esclusiva dei laguz tigre e leone, ossia Mordecai, Kysha, Muarim e Skrimir, e Giffka e Caineghis ce l'hanno fin da subito.
- Sbrana: In base all'abilità, può triplicare i danni inflitti e dimezzare l'abilità del nemico. Esclusiva dei laguz lupo, ossia Nailah e Volug.
- Sole: In base all'abilità, può triplicare il danno inflitto e ripristinare PS all'unità di una quantità pari al danno inflitto. Esclusiva dei paladini oro e argento e di Mist dopo la promozione in valchiria. I paladini oro usano le asce o le spade e sono Titania, Kieran, Makalov e Renning, mentre i paladini argento usano lance o archi e sono Oscar, Astrid, Geoffrey e Fiona.
- Collasso: In base all'abilità, può triplicare il danno inflitto e paralizzare il nemico, facendogli saltare il turno. Esclusiva delle unità volanti, ossia cavalieri angelici, dei cavalieri pegaso pienamente promossi, che sono Darcia, Tanith e Sigrun, e i lord drago, ossia cavalieri drago completamente promossi, che sono Jill e Haar. Elincia ha questa abilità dall'inizio.
- Squarcio: In base all'abilità, può triplicare il danno inflitto e dimezzare la velocità del nemico per un turno. È esclusiva dei laguz corvo e falco, e Tibarn e Naesala hanno quest'abilità dall'inizio.